# Affligem
Pour les articles homonymes, voir Affligem (homonymie).
Affligem (anciennement écrit Afflighem) est une commune néerlandophone de Belgique située en Région flamande dans la province du Brabant flamand.

## Géographie

### Localités et sections de la commune
La commune actuelle d'Affligem résulte de la fusion en 1977 des communes Essene, Hekelgem et Teralfene. Affligem fait partie de ces nouvelles communes nées lors des fusions de 1977 et qui ne portent pas le nom d'un des villages fusionnés, mais bien d'un lieu-dit comme Fernelmont ou Roosdaal. 
| # | Section   | Superf. (km²) | Habitants (2020) | Habitants par km² | Code INS |
| - | --------- | ------------- | ---------------- | ----------------- | -------- |
| 1 | Essene    | 7,22          | 3.436            | 476               | 23105B   |
| 2 | Hekelgem  | 8,20          | 5.339            | 651               | 23105A   |
| 3 | Teralfene | 2,50          | 4.576            | 1.828             | 23003C   |

### Communes limitrophes
|             | Alost      |        |
| Alost       | Affligem   | Asse   |
| Denderleeuw | Liedekerke | Ternat |

## Patrimoine et monuments
- Abbaye d'Affligem, située précisément dans la section Hekelgem de la commune.

## Héraldique
|  | La commune possède des armoiries qui lui ont été octroyées le 9 octobre 1990. Elles ont été récemment créées car les trois anciennes communes fusionnées en 1977 ne possédaient pas d'armoiries. Elles sont inspirées des deux sceaux du village d’Affligem datant de 1434 et 1554. La fleur de lys et les roses sont les symboles de Sainte Marie, la clé de Saint-Pierre, le saint patron de l’Abbaye d'Affligem. Les couleurs proviennent des armoiries de l'abbaye, qui portaient en rouge deux clés d'argent croisées et une épée. Blasonnement : De gueules à une fleur de lys aux deux roses soutenues, accompagné, à dextre d'une rose tigée et feuillée ainsi que d'une crosse d'abbé, à senestre d'une clef contournée ainsi que d'une rose tigée et feuillée, le tout d'argent. - Délibération communale : 31 octobre 1989 - Arrêté de l'exécutif de la communauté : 9 octobre 1990 - Moniteur belge : 25 septembre 1991 Source du blasonnement : Heraldy of the World. |

## Démographie

### Démographie: commune fusionnée
En tenant compte des anciennes communes entraînées dans la fusion de communes de 1977, on peut dresser l'évolution suivante :
Les chiffres des années 1831 à 1970 tiennent compte des chiffres des anciennes communes fusionnées.
- Source : DGS, de 1831 à 1981 = recensements population ; à partir de 1990 = nombre d'habitants chaque 1er janvier.[3]

## Tensions intercommunautaires
La ville étant située en région linguistique néerlandaise sans facilités linguistiques, mais accueillant une forte population francophone, elle a fait en 2009 l'objet de tensions intercommunautaires. Les autorités ont pris la décision de recouvrir avec des feuilles blanches les affiches électorales en français à l'occasion des élections régionales et européennes du 7 juin 2009, alors que l'article 30 de la Constitution belge garantit l'usage libre des langues sauf pour les actes de l'autorité publique et pour les affaires judiciaires .

## Personnalités liées à la commune
- Raes van Goidtsenoven († 1671 Jodoigne), étudiant à l'Université de Louvain en 1640, échevin de la cour d'Affligem en 1658-1665[7].